# Jakobida
A Jakobida szabadon élő, heterotróf, ostoros eukarióták rendje a Discoba szupercsoportban. Tagjai kicsik (<1 µm), és aerob és anaerob környezetekben egyaránt megtalálhatók. A monofiletikusnak tekintett rend jelenleg 20 ismert fajból áll, és 1993-ban lett elismert rendszertani csoport. A különösen nagy, baktériumszerű mitokondriális genomja aktívan kutatott, és lehetséges, hogy ebből megtudható az eukarióták evolúciós története.
A molekuláris filogenetikai elemzések szerint a Jakobida legközelebbi rokonai a Heterolobosea (Percolozoa) és az Euglenozoa.

## Szerkezet és biológia
A Jakobida tagjai két, a sejt elülső végén lévő ostorral rendelkeznek, és hasonlóan az Excavata csoport többi tagjához, elöl van a sejtszájuk és a megfelelő sejtváztámasztás. A hátulsó ostor dorzális szárnnyal rendelkezik, és a hátulsó nyílásban helyezkedik el, ahol a sejt által táplálkozásra használt áramlást hoz létre. A sejtmag általában a sejt elülső részén van, és sejtmagvacskával rendelkezik. A legtöbb ismert fajnak egy szintén elülső helyzetű mitokondriuma van, az eltérő génuszoknak lapos, csőszerű cristái vannak, illetve másoknak nincsenek cristáik. A táplálékfelvételre szolgáló vakuólumok a sejt hátoldalán vannak, és a legtöbb fajban az endoplazmatikus retikulum elszórtan van jelen az egész sejtben.
A loricákkal rendelkező szesszilis Histionidae és a szabadon úszó Jakoba libera (Jakobidae) hátulsó membránja alatt feltehetően védekezési célú extruszómák vannak.

## Ökológia
A Jakobida széles körben elterjedt klád, megtalálták talajban, édes és sós vízben is, de általában nem gyakoriak. Azonban a környezeti DNS alapján a Stygiellidae feltehetően oxigénmentes tengeri környezetben a leggyakoribb. Egyes fajok képesek hipersós és oxigénmentes környezetek túlélésére, azonban a Histionidaet csak édes vízben találták meg, ahol algákhoz vagy zooplanktonhoz csatlakoznak. Az obligát szesszilis fajokon kívül bármely jakobida csatlakozhat időlegesen a felszínekhez a két ostor egyikét vagy a sejttestet használva.
Minden ismert faja szűrögető. Elsődleges zsákmányukról feltételezik, hogy baktériumok, azonban megfigyelések szerint egy faj igen kis (<1 µm) eukarióta sejtekkel táplálkozik. A jakobidák általában lassan úsznak a hasonló élőlényekhez képest.
Egyetlen tanulmány szerint se ismert mérgező vagy patogén faja.

## Mitokondriális DNS
Mivel a Jakobidát nem használják kereskedelemben, a legtöbb kutatás evolúciós jelentőségükre irányul. Mitokondriális DNS-ük hasonlít leginkább a baktériumokra az eukarióták mitokondriális DNS-e közül, mely alapján feltehető, hogy a Jakobida mitokondriális genomjai megközelíthetik az ősi mitokondriális genomot.
A Jakobida mtDNS-e jelentősen eltér a többi eukariótáétól, különösen a gének számát tekintve (bizonyos fajok esetén mintegy 100) és a genomok baktériumszerű elemei révén. 9 gént korábban nem találtak eukarióták mtDNS-ében. A Jakobida mitokondriális genomja bakteriális típusú RNS-polimerázt kódol, szemben a többi eukarióta feltehetően víruseredetű „fágtípusú” mitokondriális RNS-polimerázával. Ez nem szükségképp jelenti, hogy a Jakobida bazális eukariótacsoport. Míg a Jakobida-mitokondriumok feltehetően baktériumokból kifejlődött részeket tartalmaznak, és úgy tűnik, nincs bennük fágtípusú RNS, lehet, hogy más eukarióta kládok a bakteriális jellemzőket függetlenül vesztették el.
Néhány javasolt lehetőség megmagyarázhatja a Jakobida mitokondriális DNS-ét. Az egyik ilyen, hogy nagyon hamar különváltak a többi eukariótától. Ez attól függ, hogy a Jakobida tényleg bazális eukariótacsoport, de jelenleg nincs erre bizonyíték.
Egy másik hipotézis szerint a fágtípusú RNS-polimeráz horizontális géntranszferrel ment az egyik eukarióta csoportról a másikra, felváltva a bakteriális enzimet, azonban ez nem érte el a Jakobidát. Ez nem függne a Jakobida és az eukarióták viszonyától, de nem tanulmányozták széles körben.
Egy harmadik hipotézis szerint pedig a fágtípusú RNS-polimeráz bazális. Ez esetben a Jakobida a bakteriális RNS-polimerázt később szerezte, és az terjedt el horizontális géntranszferrel. Azonban a Jakobida mtDNS-ének elrendezése szerint az ősibb bakteriális RNS-polimerázt támasztja alá a későbbi különválással szemben.
Egy negyedik lehetőség szerint az eukarióták közös őse rendelkezett a fágtípusú és a bakteriális mitokondriális RNS-polimerázzal, és a Jakobida a fágtípusút vesztette el, szemben a többi eukariótával, melyek a bakteriálisat vesztették el, talán több alkalommal is. Egy ilyen modell nem igényli a Jakobida bazális helyzetét. Egy tanulmány szerint a fágtípusú és a bakteriális polimerázok azonos mitokondriumban eltérő funkcióval rendelkezhettek, hasonlóan ahhoz, hogy az embriós növények sejtszervecskéi két eltérő RNS-polimerázzal rendelkeznek, melyek eltérő géneket kódolnak.

## Rendszertan
A Jakobida öt, jellemzően szabadon úszó génuszokat tartalmazó családot (Jakobidae, Moramonadidae, Andaluciidae és Stygiellidae) tartalmaz. A hatodik család, a Histionidae nagyrészt héjas szesszilis nemzetségeket tartalmaz, és az első leírt fajok egy részét tartalmazza.
A Jakobida monofiletikus csoport, és legközelebbi rokonai az Euglenozoa és a Heterolobosea.
- Classis: Jakobea Cavalier-Smith 1999
  - Ordo: Jakobida Cavalier-Smith 1993
    - Subordo: Ophirinina Yabuki et al. 2018
      - Familia: Ophirinidae Yabuki et al. 2018
        - Ophirina Yabuki et al. 2018
          - Ophirina amphinema Yabuki et al. 2018

    - Subordo: Andaluciina Cavalier-Smith 2013
      - Familia: Andaluciidae Cavalier-Smith 2013
        - Andalucia Lara et al. 2006
          - Andalucia godoyi Lara et al. 2006

      - Familia: Stygiellidae Pánek, Táborský & Čepička 2015[10]
        - Velundella Pánek, Táborský & Čepička 2015
          - V. nauta Pánek, Táborský & Čepička 2015
          - V. trypanoides Pánek, Táborský & Čepička 2015

        - Stygiella Pánek, Táborský & Čepička 2015 non Bruand 1853
          - S. incarcerata (Bernard, Simpson & Patterson 2000) Pánek, Táborský & Čepička 2015 [Jakoba incarcerata Bernard, Simpson & Patterson 2000; Andalucia incarcerata (Bernard, Simpson & Patterson 2000) Lara et al. 2006]
          - S. agilis Pánek, Táborský & Čepička 2015
          - S. cryptica Pánek, Táborský & Čepička 2015
          - S. adhaerens Pánek, Táborský & Čepička 2015

    - Subordo: Histonina Cavalier-Smith 1993
      - ?Jakoba echidna O'Kelly 1991
      - Familia: Moramonadidae Strassert et al. 2016
        - Moramonas Strassert et al. 2016
          - Moramonas marocensis Strassert et al. 2016

        - Seculamonas Marx et al. 2003 nomen nudum
          - Seculamonas ecuadoriensis Marx et al. 2003 nomen nudum

      - Familia: Jakobidae Patterson 1990
        - Jakoba Patterson 1990
          - Jakoba bahamiensis Burger & Lang (indeitum)
          - Jakoba libera (Ruinen 1938) Patterson 1990 [Cryptobia libera Ruinen 1938]

      - Familia: Histionidae Flavin & Nerad 1993
        - Histiona Voigt 1902 [Zachariasia Voigt 1901 non Lemmermann 1895]
          - ?H. planctonica Scourfield 1937
          - H. aroides Pascher 1943
          - H. velifera (Voigt 1901) Pascher 1943 [Zachariasia velifera Voigt 1901; Histiona zachariasii Voigt 1901 nom. illeg.]

        - Reclinomonas Flavin & Nerad 1993
          - R. americana Flavin & Nerad 1993
          - R. campanula (Penard 1921) Flavin & Nerad 1993 [Histiona campanula Penard 1921; Stenocodon campanula (Penard 1921) Pascher 1942]

        - Stenocodon Pascher 1942
          - Stenocodon epiplankton Pascher 1942

        - Stomatochone Pascher 1942
          - S. infundibuliformis Pascher 1942
          - S. cochlear Pascher 1942
          - S. excavata Pascher 1942
          - S. epiplankton Pascher 1942

## Fordítás
Ez a szócikk részben vagy egészben  a   Jakobid című angol Wikipédia-szócikk ezen változatának fordításán alapul.  Az eredeti cikk szerkesztőit annak laptörténete sorolja fel. Ez a jelzés csupán a megfogalmazás eredetét és a szerzői jogokat jelzi, nem szolgál a cikkben szereplő információk forrásmegjelöléseként.